# Pax-6

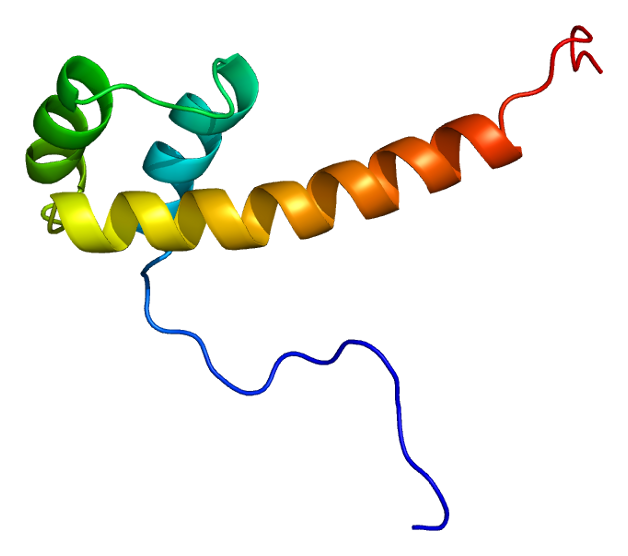
Pax-6

Pax-6 es un gen homeótico de unos 22 Kb que coditranscripción de gran importancia durante el desarrollo embrionario. Fue clonado por primera vez en ratón y en humano.
En humanos, Pax-6 se encuentra en el cromosoma 11 y consta de 14 exones.

## Función dePax-6
Pax-6 se expresa durante el desarrollo temprano en ojo, pituitaria, epitelio olfatorio y sistema nervioso, donde controla una serie de pasos críticos en la formación del ojo, la diferenciación neuronal y la configuración de conexiones sinápticas.

En el desarrollo del ojo, Paired box protein (Pax-6) aparece en el sulcus óptico en etapas tempranas del desarrollo; después en la vesícula óptica, el cristalino, la retina en diferenciación y, finalmente, hacia el final de la morfogénesis del ojo, en la córnea. Así, el Pax-6, actúa en las placodas ópticas antes de la formación del tubo neural. En este momento el ectodermo le indica de donde va a venir la luz y se predispone la formación de los fotorreceptores. Al formarse el tubo neural, éste engloba las placodas y las invierte, de este modo da lugar a la retina invertida. A continuación de esta invasión, la vesícula óptica entra en contacto con el ectodermo y comienza la formación del ojo bicameral.

## Mutaciones dePax-6
Mutaciones homeóticas en Drosophila han permitido identificar muchos genes reguladores que especifican el plan corporal por medio del control de la polaridad antero-posterior, la identidad de segmentación, organogénesis y la identidad de células individuales. Este tipo de genes son conocidos como ¨master control genes¨, nombre asignado por Lewis para genes homeóticos del complejo bitorax. Un ejemplo de estos genes es Pax-6.

Se ha encontrado, que mutaciones heterocigóticas de Pax-6 en humanos conlleva a enfermedades como aniridia y anomalía de Peter, como también que, mutaciones en su homólogo Smalleyes (Sey). En ratón causa ojos pequeños en heterocigocidad y es letal generando individuos carecientes de ojos y sin primordio nasal en el caso de mutación homocigótica. En Drosophila, un invertebrado, también se ha encontrado una mutación, ey, relacionada con ausencia de ojos y con una alta similitud con Sey y Pax-6, siendo genes ortólogos.

Otros experimentos, generando ganancia de función de Pax-6 en vertebrados han demostrado que Pax-6 es suficiente para el desarrollo del ojo, especialmente para la formación del lente, lo cual fue comprobado en ratón con mutación Sey, en los cuales no hay formación de lente.
A través de la investigación y mutagénesis realiza en el gen Pax-6, se ha evidenciado que Pax-6 no únicamente está involucrado en el desarrollo del ojo, sino que también se encontró que este se expresa en epitelio nasal, en regiones específicas del cerebro y en cordón nervios, además que está bastante implicado en el desarrollo de la corteza cerebral.

## Evolución de PAX-6
Los ojos compuestos de insectos no son homólogos a los ojos en cámara de los vertebrados, y han evolucionado de forma independiente, pero se ha encontrado que los genes homólogos de Pax-6 tanto en insectos como en vertebrados son esenciales en la morfogénesis del ojo, por lo que Pax-6 podría ser considerado como un gen maestro de control universal para morfogénesis de ojo y evolución.
Para probar la hipótesis de Pax-6 como gen maestro de control se realizaron mutaciones de ganancia de función en Drosophila. Expresando Pax-6 en discos imaginales, diferentes al del disco ocular, por medio del sistema GAL-4 para llevar a cabo la expresión de Pax-6. Con lo anterior, fue posible inducir la formación de ojos ectópicos en patas, alas, alterios y antenas, siendo estos últimos funcionales. La formación de ojos ectópicos efectivamente apoya la hipótesis de Pax-6 como gen maestro de control. Pero esto se ha logrado no únicamente en invertebrados, la formación de lentes ectópicos en Xenopus, sugiere que Pax-6 es un gen maestro de control no únicamente en invertebrados, sino, que también lo es para vertebrados.
Teniendo en cuenta lo anterior se procedió demostrar si Pax-6 era de carácter universal como controlador de morfogénesis del ojo. Para ello se expresó ectópicamente en Drosophila Pax-6 de ratón, induciéndose la formación de ojos compuestos ectópicos. Lo anterior, lleva a sugerir que Pax-6 tiene una función universal como gen regulador de morfogénesis del ojo.
Las regiones codificantes para proteína de PAX-6 son bastante conservadas, al igual que algunas secuencias reguladoras en promotores y enhancers. Por lo tanto, los mecanismos de regulación de expresión ocular en ratón y Drosophila son conservados. La inclusión de la región enhancer del gen ey de Drosophila en promotores de Pax-6 de ratón induce la expresión de ojo y SNC, ha permitido evidenciar el carácter conservado del gen regulador Pax-6.
Pax-6 genuino ha sido aislado de mamíferos, anfibios, peces, anfioxos, erizo, calamar, nematodos, gusanos planos y planarias, Pax-6 aislado de calamr ha sido utilizado para expresar ojos ectópicos en Drosophila, lo cual ha sido exitoso, demostrando nuevamente la universalidad de este gen, así como, la alta correlación entre morfogénesis ocular y morfogénesis óptica, incluyendo ojos en plenaria, que son bastante primitivos.

## Segundo gen Pax-6 enDrosophila

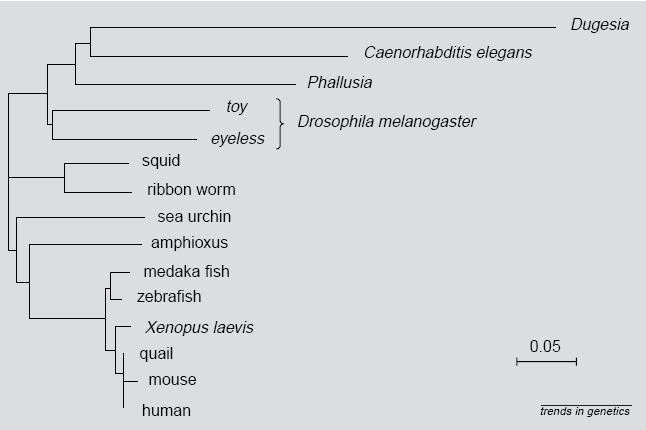
Árbol filogenético de los genes Pax de varios metazoa.

Toy es un gen gemelo de Eyeless (ey), con mayor similutud con Pax-6 que ey, que se ha generado por duplicación durante la evolución de los insectos, los cuales es sugerido por la presencia de esta duplicación únicamente dentro de los insectos holometábolos y además es soportado por análisis filogenético molecular. Este gen parálogo de ey se expresa más temprano que el anterior en regiones cerebrales del embrión, mientras que se expresan de igual manera en el disco ocular en desarrollo.
Experimentos genéticos y bioquímicos han demostrado que, tanto toy como ey, no presentan funciones redundantes y que toy actúa corriente arriba de ey. El gen toy regula el enhancer específico de ojo del gen ey en el embrión. Por lo tanto, toy es requerido para iniciar la expresión de ey en el embrión y actúa a través de este para activar el programa de desarrollo ocular.
En vertebrados la regulación de Pax-6 se da por autorregulación por medio de un loop de retroalimentación en el cual la proteína PAX-6 se une al enhancer en su propio gen y activa su transcripción. En Drosophila, después de la duplicación el loop de retroalimentación al parecer evolucionó en un loop heterocatalítico, en el cual los dos genes paralogos se regulan entre sí, llevando a la integración de ey dentro de la cascada del desarrollo del ojo bajo el control de toy.